# Підтримуюче кріплення
Кріплення підтримуюче (англ. standing support) – 

Кріплення підтримуюче

Кріплення підтримуюче

- 1) Гірниче кріплення горизонтальних і похилих виробок, розраховане на роботу в режимі “заданого навантаження", зумовленого тиском маси відшарованих порід. Прийнято вважати, що такий режим роботи виникає, якщо кріплення, наприклад, встановлене з великим незабутованим зазором між ним і породним контуром гірничої виробки.

- 2) Різновид кріплення механізованого очисних комплексів і агрегатів, яке чинить опір покрівлі, що опускається; зберігає можливу цілісність покрівлі над робочим простором очисного вибою. У деяких конструкціях К.п. виконує функцію управління обваленням покрівлі. У К.п. головну роль відіграють підтримуючі елементи. Захисні елементи в К.п. часто відсутні, а якщо вони є, то виконують допоміжну функцію, не сприймаючи вертикальних навантажень від обваленої гірської породи покрівлі, перешкоджають проникненню цих порід в робочий простір очисного вибою.